# Phryxe punctata
Phryxe punctata är en tvåvingeart som beskrevs av Jean-Baptiste Robineau-Desvoidy 1830. Phryxe punctata ingår i släktet Phryxe och familjen parasitflugor.
Artens utbredningsområde är Frankrike. Inga underarter finns listade i Catalogue of Life.